# Анжуйське графство
Анжуйське графство (фр. Comté d'Anjou) — середньовічне французьке графство з центром у місті Анже. 1204 року Анжу увійшло до складу королівського домену Франції. Згодом кілька разів виділялось як апанаж французьким принцам, поки 1328 року знову не увійшло до складу королівського домену. 1360 року Анжу було виділено в ролі апанажу вже як герцогство.

## Географія
Графство займало територію історичної області Анжу. Розташовувалось у нижній течії Луари. На заході графство межувало з Бретанським герцогством, на півночі — з Менським, на сході — з Турським, на півдні — з Пуатевінським графствами. Адміністративним центром графства було місто Анжер, де також розміщувалась резиденція єпископа.
Нині територія графства входить до складу сучасного французького департаменту Мен і Луара.

## Історія

### Графи Анжера

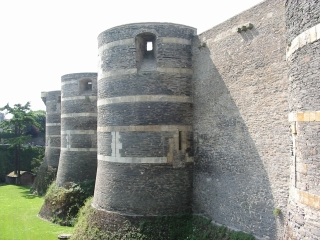
Замок Анже

Перші графи Анжера згадуються ще у VI столітті. Вони призначались королем і виконували у графстві судову, адміністративну та військову функції. Їхні володіння, як і володіння графів Менських, розташовувались на кордоні між Франкською державою та володіннями бретонців, куди намагались поширити свій вплив франкські правителі.
Про перших графів Анжера практично нічого не відомо. В середині IX століття Анжер став ареною боротьби між правителями Західного Франкського королівства (майбутнє Французьке королівство) та бретонськими правителями. 849 року Анжер був розграбований армією короля бретонців Номіное та графа Нанту Ламберта II. 850 року Ламберт II захопив західну частину графства, долучивши її до своїх володінь. За наступників Номіное, Еріспое та Саломона вторгнення тривали. Також у той час почались вторгнення норманів. Для того, щоб йому протистояти, король Карл II Лисий утворив Нейстрійську Бретонську марку, на чолі якої поставив графа Роберта Сильного (помер 866). Йому ж король передав прикордонні з маркою графства — Анжу, Блуа й Тур. Після загибелі Роберта, оскільки його сини були ще малими, володіння, включаючи Анжу, були передані Гуго Абату (помер 886), пасинку Роберта. Гуго Абат вдало відбивав набіги норманів. Після смерті Гуго Абата його володіння успадкував старший син Роберта, Одо (помер 898), а після того, як останній 888 року був обраний королем Західного Франкського королівства, володіння були передані його молодшому брату Роберту.

### Династія Інгельгерінгів

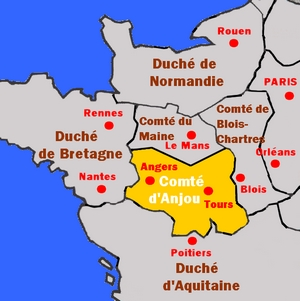
Анжуйське графство в 1050 году (жовтим)

Для того, щоб керувати своїми володіннями, маркізи Нейстрії призначали до підвладних міст віконтів. Імовірно, у 880-их роках віконтом Орлеана, Тура й Анжера був Інгельгер. 898 року віконтом Анжера був Фулько I Рудий. Маркіз Нейстрії Роберт, який керував величезними володіннями, а також виконував низку придворних функцій при королівському дворі, не міг виконувати графські обов'язки. Тому їх виконував Фулько. Останній був видатною постаттю свого часу, але тривалий час не мав графського титулу. Він намагався розширити свої володіння. 905 року йому вдалось стати віконтом Тура, однак вже 908 року титул був переданий віконту Блуа Тібо Старому. Після смерті 907 року короля Бретані Алена I Великого Фулько захопив графство Нант. Незважаючи на те, що Нант 914 року був захоплений норманами, Фулько продовжував користуватись титулом графа Нанту до 919 року, коли вся Бретань була захоплена норманами. Після цього Фулько продовжував користуватись графським титулом, але Гуго Великий визнав за ним титул графа Анжу лише 929 року.
Нащадки Фулька намагались розширити свої володіння та вплив. Фулько II Добрий (помер 958), син Фулька I, намагався повернути Нант, але невдало. Син Фулька II, Джофрі I Грізегонель (помер 987) продовжив спроби зміцнити свою владу в регіоні, а також розширити володіння. Він спирався на союз з герцогом Гуго Великим, а потім — з його сином, Гуго Капетом. За часів правління Джофрі почалась родинна ворожнеча з колишніми союзниками — графами Блуа, які також намагались зміцнити свій вплив. Також Джофрі продовжував спроби поширити свій вплив на Бретань.
Син Джофрі I, Фульк III Нерра (помер 1040) був союзником перших королів з династії Капетингів. Він зміг поширити свій вплив на Менське графство: граф Гуго III, який у союзі з графом Блуа Едом II (противником Фулька III) боровся з королями Гуго Капетом та Робертом II, 996 року був змушений визнати сюзеренітет Фулька. Хоча граф Герберт I намагався звільнитись від анжуйського впливу, але успіху не мав. Як і його пращури, Фулько Нерра втручався до розбрату у Бретані, проголосивши себе захисником інтересів Нантського дому. Окрім того, Фулько Нерра видав заміж свою дочку за графа Вандома Бодона, після смерті якого, 1023 року, став опікуном його сина Бушара II Лисого. Також Фулько Нерра продовжував боротьбу проти графів Блуа.
Син Фулька Нерри, Джофрі II Мартел (помер 1060) був одним з найбільш могутніх феодалів свого часу. Ще за життя батька 1032 року він скористався розбратом у Вандомі й захопив владу у графстві. Завдяки шлюбу з Агнес Бургундською, вдовою герцога Аквітанії Гільйома V, Джофрі намагався поширити свій вплив на Пуату, відстоюючи права дружини. У союзі з віконтом Туару Джофрі II 1033 року йому вдалось взяти у полон герцога Гільйома VI. Джофрі утримував його упродовж трьох років, поки той не відмовився на його користь від прав на Сентонж. Брат Гільйома VI, Ед, спробував повернути втрачене, але 1039 року загинув. У результаті до 1052 року Джофрі був повновладним господарем у Пуату.
Успадкувавши після смерті батька 1040 року його володіння, Джофрі Мартел продовжив батькову політику союзу з королями Франції. Він вступив у союз з королем Генріхом I. Спираючись на той союз, Джофрі спробував розширити свої володіння в Турені. Графам Анжу на той час належала її східна частина. Графом Туру був граф Блуа Тібо III, однак він виступив проти короля Генріха. Зрештою король визнав права Джофрі на Турень. 1044 року Джофрі розбив Тібо III, після чого той був змушений відмовитись від прав на графство.
Продовжував Джофрі й батькову політику щодо графства Мен. Після того, як граф Гуго IV одружився з сестрою графа Блуа, Джофрі, сюзерен Гуго, побачив порушення своїх прав і почав війну. Вона тривала зі змінним успіхом, оскільки король Генріх, занепокоєний зростанням могутності Джофрі, розірвав союз з ним, виступивши на боці графа Гуго IV. Утім 1051 року граф Гуго IV помер, що дозволило Джофрі захопити графство. Вдова Гуго та його син, Герберт II, утекли до Нормандії.
Захоплення Мену призвело до війни з герцогом Нормандії Вільгельмом. Перший конфлікт Джофрі з нормандським герцогом стався 1049 року. Приводом до нового конфлікту стало те, що Джофрі захопив прикордонні фортеці Домфрон та Алансон, які йому належали. Однак 1052 року король Генріх, занепокоєний зростанням могутності Вільгельма, знову уклав союз із Джофрі Мартелом. Війна тривала до самої смерті Джофрі 1060 року.

### ДинастіяГатіне-Анжу

Герб Джофрі V Плантагенета

Джофрі II Мартел не залишив спадкоємців. Йому спадкував племінник, граф Гатіне Джофрі III Бородатий (помер 1096/1097). Він був старшим сином Джофрі II Ферреоля й Ірмернгарди, сестри Джофрі Мартела. Від дядька до нього перейшли великі володіння й титули графа Анжу й Турені. Його брат Фульк IV Ле Решен отримав Сентонж. Окрім того, герцог Нормандії Вільгельм, скориставшись смертю Джофрі Мартела, зміг відновити Герберта II у правах графа Мену. При цьому Герберт склав оммаж Вільгельму та заручився з його дочкою.
1062 року Сентонж був відвойований герцогом Аквітанії Гільйомом VIII. Того ж року бездітним помер граф Мену Герберт II. Перед смертю він заповів графство герцогу Вільгельму, але з цим не погодилась менська знать, проголосивши правителями Біоту, сестру графа Гуго IV, та її чоловіка Готьє III, графа Ам'єну й Вексену. Джофрі III спробував скористатись тим, щоб повернути вплив у Мені, але невдало — Мен був завойований Вільгельмом Нормандським, а Біота і Готьє померли за невизначених обставин.
1065 року Джофрі вступив у конфлікт з духовенством, що призвело до відлучення 1067, чим скористався його брат Фулько, який почав війну за спадщину. В результаті Джофрі 1068 року потрапив у полон, де й провів решту життя, а Фулько став новим графом. Натомість, за визнання королем Франції Філіпом I його графом Анжу і Тура Фулько був змушений поступитись короні Гатіне та визнати сюзеренітет графів Блуа над Туренню. За часів правління Фулька в Анжу центральна влада у графстві послабилась, представники анжуйської знаті постійно воювали одне з одним. 1098 року проти батька повстав і його старший син Джофрі IV Мартел, домігшись того, що Фулько був змушений розділити з ним владу у графстві. Однак 1106 року Джофрі був убитий, після чого Фулько знову став повновладним правителем. Окрім того, 1092 року король Філіп I викрав Бертраду де Монфор, дружину Фулька, одружившись з нею. Фулько був змушений з цим примиритись.
Фулько IV помер 1109 року. Йому спадкував молодший син Фулько V Молодий (1092—1142). 1100 року останній через шлюб успадкував графство Мен, об'єднавши у своїх руках три графства — Анжу, Мен і Тур. Йому вдалось побороти анархію у своїх володіннях, підкоривши повсталу знать. Окрім того, Фульку вдалось зберегти гарні відносини як з королем Англії Генріхом I, так і з королем Франції Людовиком VI. 1128 року Фулько одружив свого старшого сина та спадкоємця Жоффруа з Матильдою, дочкою та спадкоємицею короля Англії Генріха I. 1129 року вдовий до того часу Фулько передав управління своїми володіннями сину, що став королем Жоффруа V, а сам вирушив до Єрусалимського королівства, де згодом через шлюб став королем.
Жоффруа V успадкував Анжу, Мен і Тур. Йому довелось майже одразу стикнутись з непокірними феодалами, яких зрештою зміг розбити. 1135 року помер король Англії Генріх I, після чого в Англії почалась громадянська війна між Матильдою, дружиною Жоффруа, та Стефаном Блуаським, племінником покійного короля. Жоффруа 1136 року зажадав собі себе Нормандію, почавши війну проти Стефана. Війна тривала до 1144 року, поки Жоффруа, що методично завойовував Нормандію не був визнаний герцогом. Нормандією Жоффруа керував до 1150 року, коли передав її своєму старшому сину та спадкоємцю Генріху.
1145 року Жоффруа довелось боротись проти молодшого брата Елі II, який висунув права на графство Мен, що йому його заповів батько. Але зрештою Елі потрапив у полон, де пробув до смерті брата.

### У складі Анжуйської монархії
Жоффруа  помер 1151 року. Йому спадкував старший син Генріх. У його руках опинилась величезна територія, що включала графства Анжу, Мен і Турень, а також Нормандське герцогство. 1152 року він ще збільшив свої володіння, одружившись з герцогинею Аквітанії Алієонор, розлученою дружиною короля Франції Людовика VII, у володінні якої перебували значні землі у Південній Франції (герцогства Аквітанія та Гасконь, а також Пуатевінське графство), а у васальній залежності перебували графства Ла-Марське, Перигорське та Овернське, а також Лімозьке віконтство. Окрім того, після смерті 1154 року короля Англії Стефана I, Генріх був визнаний королем Англії під іменем Генріх II, який став засновником династії Плантагенетів, різні гілки якої керували Англією до 1485 року. Його володіння набагато переважали володіння королів Франції. За тими володіннями в історіографії закріпилась назва «Анжуйська монархія».
У складі володінь Генріха та його синів Анжу залишалось до 1204 року, коли король Франції Філіпп II Август відвоював Анжу, Мен і Турень та Нормандію у короля Англії Іоанна Безземельного, приєднавши їх до королівського домену.

### Апанаж французьких принців

Герб Карла I Анжуйського від 1246 року

Герб, прийнятий Карлом Анжуйським 1277 року

У складі королівського домену Анжу залишалось до 1226 року, коли помер король Франції Людовик VIII Лев. За його заповітом Анжу та Мен були формально виділені як апанаж Жану (1219—1232), одному з синів покійного короля. Жан помер дитиною і спадкоємців не залишив, тому 1232 року Анжу й Мен знову повернулись до складу королівського домену. Утім 1246 року Анжу, Мен і Турень знову виділили в апанаж молодшому з братів короля Людовика IX — Карлу Анжуйському, засновнику Анжу-Сицилійського дому. Отримавши через шлюб Прованс, Карл прагнув розширити свої володіння, зосередившись на створенні середземноморської імперії. До 1268 року йому вдалось завоювати Сицилійське королівство. Анжу, Мену й Турені, відірваних від його основних володінь, Карл приділяв мало уваги. 1282 року в результаті Сицилійської вечірні Карл втратив Сицилію. Він помер 1285 року у спробах її відвоювати.
Син Карла I, Карл II Кульгавий, також мало цікавився Анжу, Меном і Туренню. Зацікавлений у допомозі французького короля Філіпа IV, він 1290 року видав заміж одну зі своїх дочок — Маргариту — за Карла Валуа, брата короля, передавши йому як придане Анжу, Мен і Турень. Після смерті Маргарити 1299 року ті володіння успадкував її старший син Філіп, який 1328 року став королем Франції під іменем Філіп VI. Він знову приєднав Анжу, Мен і Турень до королівського домену.
Пізніше Анжу виділялось як апанаж уже в ранзі герцогства.